# Johann Kasimir von Auer

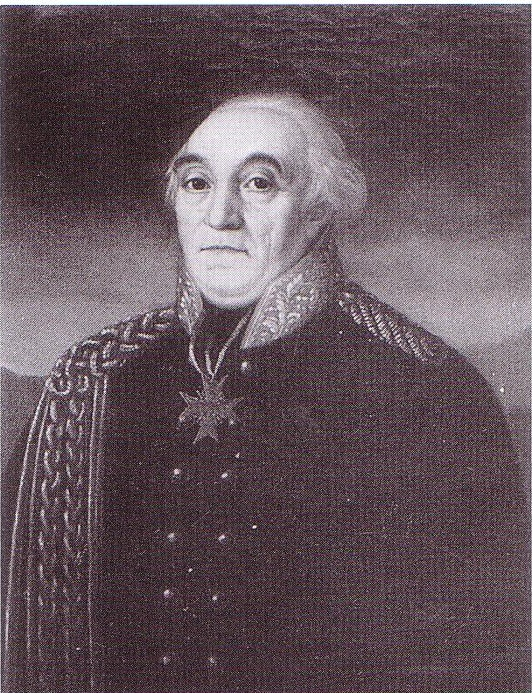
Johann Kasimir von Auer mit dem Orden Pour le Mérite

Johann Kasimir von Auer (* 6. November 1736 in Königsberg; † 19. Oktober 1809 in Gallhöfen) war ein preußischer Generalmajor.

## Leben

### Herkunft
Johann Kasimir entstammte dem Adelsgeschlecht von Auer. Er war der Sohn von Christoph Albrecht von Auer (* 26. Februar 1710; † 23. Juli 1794) und dessen Ehefrau Rosa, geborene von Mirande (* 18. Februar 1718; † 19. April 1790). Sein Vater war Herr auf Bilshöfen und Lichtenfeld, Hofgerichts- und Geheimer Finanzrat sowie Hospitaldirektor und sein jüngerer Bruder der spätere Geheime Regierungsrat Carl Albrecht Wilhelm von Auer. Der Generalmajor Jonas Casimir von Auer war sein Großvater.

### Militärkarriere
Auer immatrikulierte sich am 29. September 1752 als Student an der Universität Königsberg. 1754 wurde er als Junker im Dragonerregiment „von Schorlemer“ der Preußischen Armee angestellt. Zunächst als Fähnrich, später als Sekonde- und Premierleutnant kämpfte Auer während des Siebenjährigen Krieges bei Groß-Jägersdorf, Zorndorf, Kay, Liegnitz sowie Freiberg und war bei der Belagerung von Dresden. Im Dezember 1770 wurde er dann Stabskapitän und nahm 1778/79 am Bayerischen Erbfolgekrieg teil. Auer blieb zeit seines Lebens mit seinem Regiment verbunden. Er wurde Eskadronchef und stieg im April 1790 zum Regimentskommandeur auf. Anlässlich einer Revue in Königsberg erhielt Auer am 7. Juni 1802 den Orden Pour le Mérite. Im Jahr darauf ernannte ihn König Friedrich Wilhelm III. zum Regimentschef und beförderte ihn am 20. Mai 1803 zum Generalmajor.
Er dimittierte am 20. März 1807 mit einer jährlichen Pension von 800 Talern.

### Familie
Auer hatte sich am 22. November 1774 mit Friederike Elisabeth, geborene d'Artis von Bequignolle (* 26. Dezember 1754 in Sieslack; † 11. April 1809 in Königsberg) verheiratet. Aus der Ehe gingen folgenden Kinder hervor:
- Karl Wilhelm (* 14. November 1775 in Königsberg; † 7. September 1776)
- Henriette Charlotte (* 13. November 1776 in Königsberg; † 29. April 1853) ⚭ Dietrich Christoph Gotthold von Cosel (1752–1825), preußischer General
- Friederike Karoline (* 29. März 1778 in Königsberg; † 30. Juni 1819) ⚭ 1806 Heinrich Sigismund Petrusch († 2. März 1821), Kreis-Steuereinnehmer
- Auguste Marianne (* 2. April 1780 in Königsberg; † 2. Juli 1807) ⚭ 1802 Friedrich Wilhelm Bülow von Dennewitz (1755–1816), preußischer General der Infanterie
- Amalie Wilhelmine (* 30. November 1782 in Labiau; † 13. Februar 1785)
- Emilie Antoinette (* 16. Oktober 1784 in Labiau; † 6. Februar 1886)
- Ludwig Kasimir (1788–1837), preußischer Generalmajor
- Pauline Juliane (* 7. November 1790 in Labiau; † 15. Juli 1842) ⚭ Friedrich Wilhelm Bülow von Dennewitz (1755–1816), preußischer General der Infanterie
- Emilie Alexandria (* 23. Mai 1792 in Königsberg; † 27. Juni 1892)